# Търновска книжовна школа
Търновската книжовна школа е българска книжовна школа от втората половина на XIV и XV век с изключително важни приноси за Средновековната литература.
Тя е част от Търновската художествена школа, която олицетворява в най-голяма степен културата на Второто българско царство. Евтимиевата правописна реформа и книжовна школа с представители Григорий Цамблак, Владислав Граматик и Константин Костенечки оказват значително влияние върху руската, сръбската, влашката и молдовската средновековна култура. Това влияние се приема за втория по значимост южнославянски принос към културата на тези народи.

## Поява и развитие
Основна и водеща предпоставка за появата ѝ е културният подем на Българското царство от втората половина на XIV век. Този подем в голяма степен е повлиян от силния интерес на цар Иван Александър към литературата и изкуството и съответно традициите и ценностите в тази насока, които той оставя на своите наследници Иван Шишман и Иван Срацимир. Заслуги за създаването на Търновската книжовна школа има и патриарх Теодосий Търновски, който осъзнава ясно, че една такава школа ще даде възможност на автокефалната българска църква да разпространи и усили влиянието си сред православните славянски държави.
За основател на Търновската книжовна школа се смята патриарх Евтимий, а нейно средище е столицата на второто българско царство Търново. Със своята правописна и езикова реформа Евтимий установява общовалидни езикови и правописни правила, приложени по-късно не само в България, а и в руските княжества, Сърбия, Влахия и Молдова.
Дейността на писателите от Търновската школа е свързана със създаване на оригинални литературни произведения, но също така и преводи от гръцки оригинали и създаване на компилации (сборници).

## Особености
Търновската книжовна школа е силно повлияна от византийската литература. Характерът ѝ е предимно религиозен, в традициите на Източноправославната църква. В жанрово отношение произведенията ѝ спадат главно към агиографската литература: похвални слова, жития, химни и други. Основна задача на авторите на житията е прослава на съответния светец и разпространение и засилване на култа към него. Характерно за повечето писатели на школата (Евтимий Български, Григорий Цамблак) е засиленото присъствие на иначе задължителните за жанра чудеса. Отношението им към еретическите учения Богомилство, Варлаамство, Адамитство е крайно враждебно и осъдително. То отразява и позицията на Търновската патриаршия.
Често срещани са разказите за пренасяне на мощи на светци. Няма единно мнение дали те трябва да се считат за продължения на житията или за самостоятелен жанр. Наред с утвърждаването на чудотворната мощ на светците, авторите отправят похвали към владетелите и благородниците погрижили се за пренасянето и съхранението на мощите им. Заради това в този тип съчинения често присъстват и кратки, но въпреки това ценни исторически сведения.

## Представители

### Ранни представители
- патриарх Евтимий Търновски – ученик на Теодосий Търновски. Създател и ръководител на школата, преподавател в нея. Автор на жития, похвални слова, послания и други произведения. Освен реформата си, въвежда и нов жанр в православната литература, съдържащ белези едновременно на житие и похвално слово.
- Григорий Доброписец – ученик на Теодосий Търновски, автор на житието на българския светец Ромил Видински.
- Дионисий Дивний – ученик на Теодосий Търновски. Прочува се с умелите си преводи на книги от гръцки на славянски език, с което си спечелва прозвището Дивний (чуден, учудващ).
- Киприан Цамблак (митрополит Киприан Киевски) – ученик на Теодосий Търновски. Автор на жития, химни и други произведения, преводач.
- Григорий Цамблак  (митрополит Григорий Киевски) – пряк ученик на Евтимий. С дейността си в Дечанския манастир, Молдова и руските княжества спомага извънредно много за разпространяване идеите на учителя си и на традициите на Търновската школа. Автор на многобройни произведения, сред които „Похвално слово за Евтимий“, съдържащо ценни сведения за Търновския патриарх и българската история и „Книга Григория Цамблака“, единственият оцелял сборник с произведения на славянски писател от епохата.Това е сборник със слова, посветени на празници в православния календар. „Книга на Григория Цамблака“ е единственият сборник на средновековен славянски писател, съставен единствено от негови произведения. В различните преписи броят на словата варира от 17 до 21, но обикновено се приема че става дума за 18 слова.  Също така пише редица жития: „Житие на Йоан Сучавски“ („Мъчение на Йоан Сучавски“), „Житие на Стефан Дечански“ , „Разказ за пренасяне мощите на света Петка от Търново във Видин и Сърбия“ , „Похвално слово за митрополит Киприан“  и пр.
- Константин Костенечки (Философ) – ученик на книжовника Андрей (Андроник), който на свой ред е ученик на Евтимий Търновски. Пребивава и работи в двора на Стефан Лазаревич. Основава в Моравско-ресавската книжовна школа, наричана още ѝ Моравска книжовна школа, придобила названието си от името на едноименната река Ресава, днешен приток на Морава, на която се е намирал книжовният център на школата – манастирът Раваница.
- Йоасаф Бдински – не е известно чий ученик е видинският митрополит, но неговото „Похвално слово за пренасяне на мощите на света Филотея от Търново във Видин“ съдържа всички белези на произведение на Търновската книжовна школа. Авторът демонстрира изключително голяма почит към Евтимий Търновски.

### Късни представители
- Владислав Граматик – късен представител на школата. Преводач, компилатор, преписвач, калиграф. Единственото му известно авторско произведение е „Рилска повест („Разказ за пренасяне мощите на Иван Рилски в Рилския манастир“)“, явяваща се продължение на „Житие на Иван Рилски“ от Евтимий Търновски. Съдържа ценни сведения за възстановяването на Рилския манастир през втората половина на XV век и пренасяне мощите на Иван Рилски в него през 1469 г.
- Димитър Кантакузин – късен представител. Произхожда от династията Кантакузини. Пише на български и гръцки език. Автор на разнообразни произведения, сред които са „Житие с малка похвала за Иван Рилски“, „Географско описание“, „Послание до доместик Исай“, поетични творби с християнска тематика.